# Schloss Eisenberg (Schlesien)

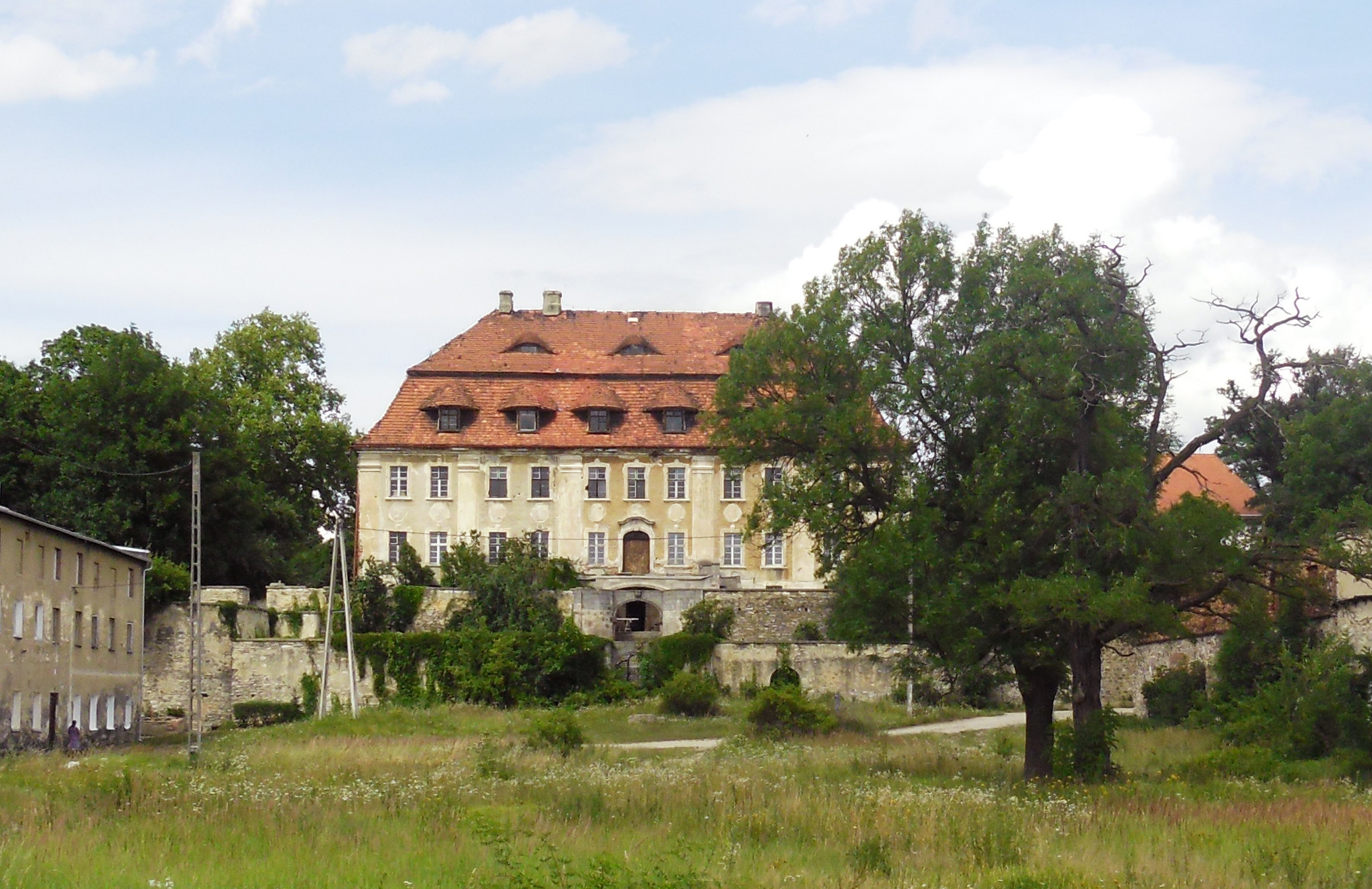
Schloss Eisenberg

Schloss Eisenberg (polnisch Pałac w Żeleźniku) ist ein Schloss erbaut in Żeleźnik (deutsch Eisenberg), Niederschlesien.

## Geschichte
Das Dorf wurde erstmals 1363 als Ysenborgh oder Eysenbergk erwähnt, als Christian Eicke „Herr von Eisenberg“ war. Später war der Ort in Besitz derer von Bischofsheim, von Gersdorff, dann bis 1619 in Besitz von Nikolaus von Posadowsky und der Grafen von Dyhrn. Das barocke Schloss entstand anstelle eines Hofs der Renaissance vermutlich um 1720. Im Jahr 1854 erwarb Johann Gottlieb Walter das Schloss. Ab 1910 war Familie von Obernitz in Besitz des Schlosses.
Nachdem die Region an die Volksrepublik Polen gefallen war, diente das unbeschädigte Schloss als Kinderheim, später als Wohnsitz der Beschäftigten des auf dem Gut errichteten PGR.

## Bauwerk
Das Schloss ist zweigeschossig mit Mansardwalmdach. Im Inneren besitzen einige Räume barocke und neobarocke Stuckaturen und Fragmente von Wandmalereien. Südlich des Schlosses befinden Gartenterrassen und ein Speicher aus der Barockzeit. Westlich des Schlosses befand sich ein Landschaftspark, der heute völlig verwildert ist.